# Велнес
Велнес (англ. wellness — «хорошее здоровье» или «благополучие») — концепция в альтернативной медицине об избавлении от болезней и улучшении самочувствия.
Эффективность методик велнес остаётся не подтверждённой.

## История и описание
В 1959 году американский врач Хальберт Л. Данн описал «велнес», когда обсуждал высокий уровень благополучия. В середине 70-х термин использовал Джон Трэвис, владелец центра альтернативной медицины в Северной Калифорнии, в противовес медицинской науке. Позже велнес популяризован издателем Робертом Родейлом и другими. В 1990-е годы используется чаще, появляется «колесо велнес»: духовности, саморегуляции, работы, любви и дружбы.
По мнению сторонников концепции, главная задача велнеса — предотвращение болезней и признаков старения на основе самоосознания, что предполагает смену образа жизни небольшими действиями или самоограничениями (без медицинского, экспертного контроля). В среде велнес продолжает использоваться медитация, и одновременно большое внимание уделено тому, как внедрить программы в бизнес, как мотивировать и тренировать, как получить работу в индустрии. Сохраняется представление о возможной ненужности медицинских средств и врачебной помощи (при достижении велнес, то есть предотвращении болезни), что характерно для альтернативной медицины.

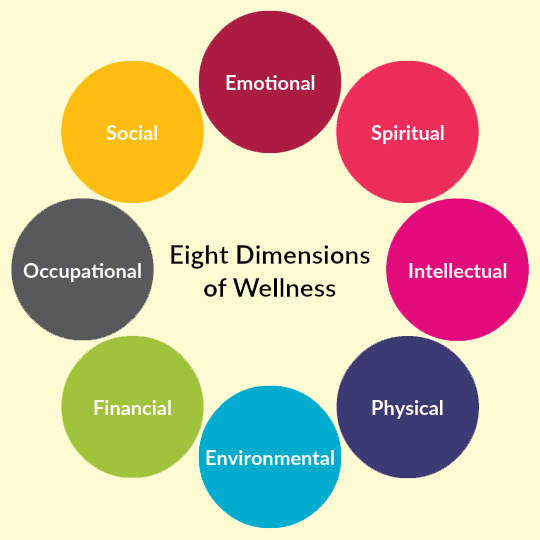
Восемь аспектов благополучия

## Методики
Велнес подразумевает комплексное использование методик оздоровления, состоящих из диетологии, реабилитационных программ, психологического оздоровления, функционального тренинга, СПА-процедур и т. д. Велнес может включать в себя фитнес. Велнес-оборудование подразделяют на две группы: предназначенное для активных тренировок (тонусные столы, вакуумные тренажеры, иппотренажеры, баланс-платформы, виброплатформы) и предназначенное для пассивных процедур (прессотерапия, магнитотерапия, термотерапия инфракрасным излучением, массажные кровати).
Использование велнеса в программах для сотрудников не дало убедительных доказательств пользы, при этом вызвало возражения как возможная дискриминация менее здоровых людей и инвалидов, для которых задача велнеса невыполнима.
Хотя велнес предполагает изменение образа жизни, он не направлен на профилактику вреда здоровью человека в целом (например, на предотвращение несчастных случаев). Петр Скрабенек обращал внимание, что такой подход может заставлять людей следить за своим образом жизни из-за осуждения окружающих, хотя не имеет доказательств своей эффективности. Также «внешний вид» может ошибочно представляться как признак здоровья.